# Hans-Peter Waldrich
Hans-Peter Waldrich (* 3. April 1944 in Freiburg im Breisgau) ist ein deutscher Pädagoge und Politikwissenschaftler.

## Leben
Nach dem Abitur auf dem Zweiten Bildungsweg studierte er  zunächst Politikwissenschaft, gefolgt von Philosophie, Germanistik und Geographie in München, Freiburg und Frankfurt/Main.
Nach dem Erwerb des Diplom-Politologen und dem Ersten und Zweiten Staatsexamen für das Lehramt an Gymnasien promovierte er als Stipendiat der Friedrich-Ebert-Stiftung bei dem Politikwissenschaftler Iring Fetscher mit einer Arbeit zum Demokratieverständnis der Sozialistischen Einheitspartei Deutschlands (SED) zum Dr. phil.
Hans-Peter Waldrich arbeitete an einer Evangelischen Akademie, verschiedenen Gymnasien, dem Bundesamt für den Zivildienst, sowie als Wissenschaftlicher Mitarbeiter bzw. Lehrbeauftragter an der Pädagogischen Hochschule und der Universität Karlsruhe.
Er gründete 1983 den „Friedenskreis Karlsruhe e. V.“, der 1984 den Friedenskongress der Sozialwissenschaftler an der Universität Karlsruhe veranstaltete.
Von 2008 bis 2012 war er Landesvorsitzender der Aktion Humane Schule Baden-Württemberg e. V. Nach dem Amoklauf von Winnenden engagierte er sich im Vorstand der „Winnender Stiftung gegen Gewalt an Schulen“.
Angeregt durch sein Interesse an Grenzzuständen, Bewusstseinserweiterung sowie Grenzfragen zwischen Wissenschaft und Spiritualität nahm Waldrich an einer langlaufenden Gruppe teil, die mit psychoaktiven Substanzen (Halluzinogenen) experimentierte. Dabei lernte er das Verfahren der so genannten Psycholytischen Psychotherapie kennen. Eigene, nicht unproblematische Erfahrungen, aber auch die erheblichen Probleme, die andere Teilnehmer im Rahmen von Psycholytischen Psychotherapien bekamen, hat Waldrich publizistisch verarbeitet.
Waldrich schreibt für der Freitag, nd, Blätter für deutsche und internationale Politik, Ossietzky, spw – Zeitschrift für sozialistische Politik und Wirtschaft, früher auch für Der Monat, Deutsches Allgemeines Sonntagsblatt,  spontan, Links, Die Stimme der Gemeinde und Junge Stimme.

## Schriften (Auswahl)
- Der Staat. Das deutsche Staatsdenken seit dem 18. Jahrhundert. München 1973.
- Der Demokratiebegriff der SED. Ein Vergleich zwischen der älteren deutschen Sozialdemokratie und der Sozialistischen Einheitspartei Deutschlands. Mit einer Einführung von Iring Fetscher. Stuttgart 1980.
- Von wegen weiße Weste. Das Ende der Moral in der Kommerz-Gesellschaft. Freiburg/Breisgau 1985.
- Grenzgänger der Wissenschaft. München 1993.
- Perfect Body. Körperkult, Schlankheitswahn und Fitnessrummel. Köln 2004.
- Der Markt, der Mensch, die Schule. Selektionsmaschine oder demokratische Lerninstitution? Köln 2007.
- In blinder Wut. Amoklauf und Schule. Köln 2007 (2., überarbeitete und aktualisierte Aufl., Köln 2010).
- Demokratische Erziehung, demokratische Schule. Wagnisse in der Postdemokratie. Mainz 2011.
- Wege aus der Schulmisere. Plädoyer für eine pädagogische und bildungspolitische Wende. Köln 2012.
- Unter Mitarbeit von Gabriele Markert: Gehirnwäsche oder Heilverfahren? Erfahrungen mit drogengestützten Psychotherapien. Hamburg 2014.